# Roberto Vander
Roberto Vander (né Frans Robert Jan van der Hoek le 20 septembre 1950 à Laren, en Hollande-du-Nord, aux Pays-Bas), est un acteur et chanteur néerlandais.

## Biographie
Après avoir vécu dans différents pays d'Amérique latine tels que le Chili, l'Uruguay, l'Argentine et le Brésil, il s'installe au Mexique en 1980 après avoir fait une apparition dans la célèbre émission de variétés  Siempre en Domingo avec Raúl Velasco où il a présenté son deuxième album.
Il voyage pendant trois ans et se voit offrir un rôle dans la telenovela Cuna de lobos qui allait devenir l'un des plus grands succès de la chaîne Televisa. Plus tard, il joue dans les telenovelas Victoria et El precio de la fama. Dans la telenovela Senda de gloria, il tient le rôle d'un antagoniste anglais et néerlandais, ce qui lui donne l'occasion de parler les deux langues.

## Discographie
- 1980 : En la esquina del café
- 1988 : Roberto Vander
- 1990 : María Sola

## Filmographie

### Mexique
- 1986 : Cuna de lobos : Mr.[Quoi ?] Cifuentes
- 1987 : El precio de la fama
- 1987 : Victoria : Ray
- 1987 : Senda de gloria : James Van Hallen
- 1989 : Simplemente María : Rafael Hidalgo
- 1991 : La pícara soñadora : Gregorio Rochild
- 1994 : Caminos cruzados : Ambrosio
- 1998 : Enséñame a querer : Rafael
- 1998 : Sin ti : Guillermo
- 1999 : Por tu amor : Don Nicolás Montalvo-Ariza Gallardo
- 2001 : Salomé : Mauricio Valdivia
- 2003 : Velo de novia : Germán del Alamo
- 2004 : Rubí : Arturo De La Fuente
- 2005 : El amor no tiene precio : Germán Garcés
- 2007 : Destilando amor : Ricardo
- 2007-2008 : Al Diablo con los Guapos : Nestor Miranda
- 2008 : Fuego en la sangre : Dr. Gilberto Castañeda
- 2010 : Salvador de Mujeres : Julio César
- 2010-2011 : Los herederos del Monte : Emilio del Monte / Pablo
- 2012 : El Talismán : Esteban Nájera [1]
- 2013 : Pasión prohibida : Ariel Piamonte
- 2014-2015 : Hasta el fin del mundo : Geronimo Perlata

### Pérou
- 2000 : Milagros : Benjamin Muñoz, Conde de Satana del Sol